# توتارول
توتارول (به انگلیسی: Totarol) یک ترکیب شیمیایی با شناسه پاب‌کم ۹۲۷۸۳ است.